# Queen Elizabeth 2

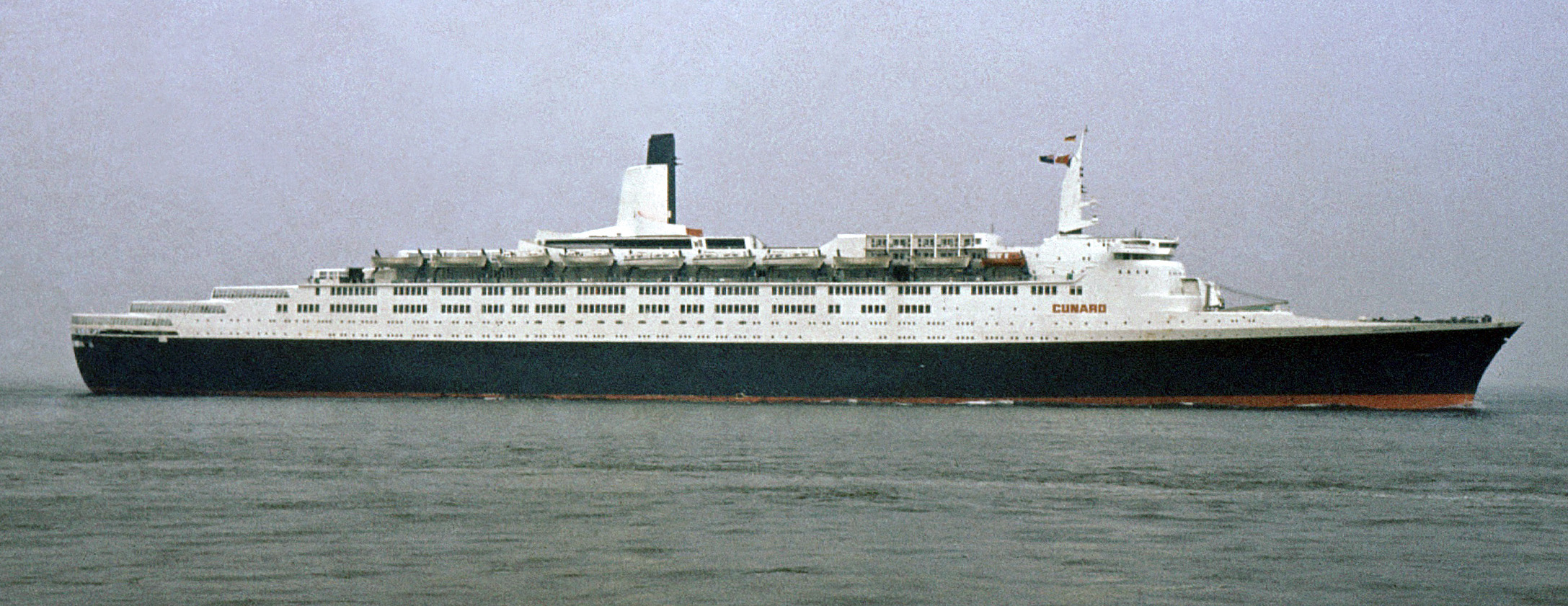
Queen Elizabeth 2 hatte anfangs einen weißen Schornstein, hier 1973 vor Cuxhaven

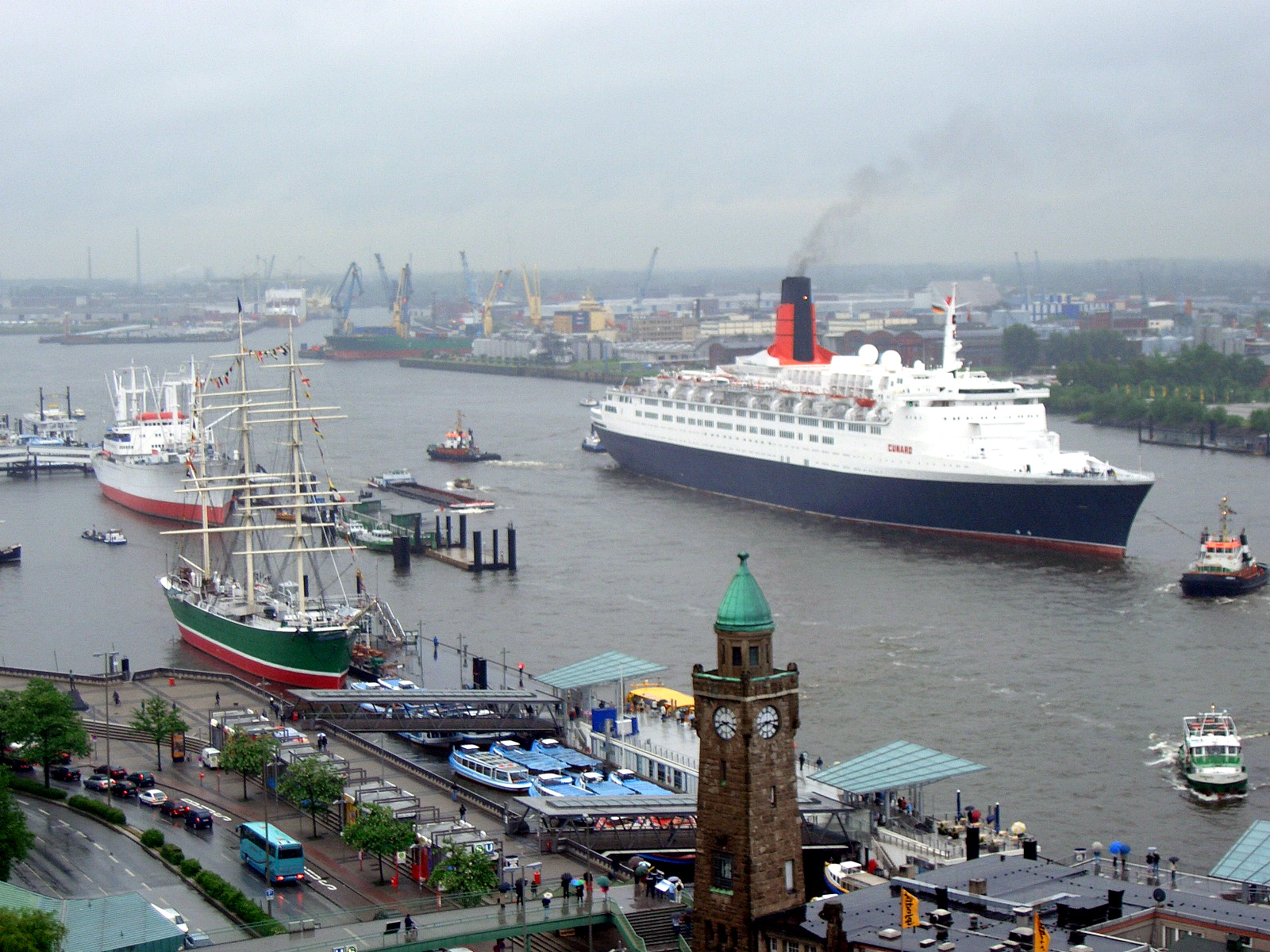
Queen Elizabeth 2 vor den Landungsbrücken in Hamburg (2005)

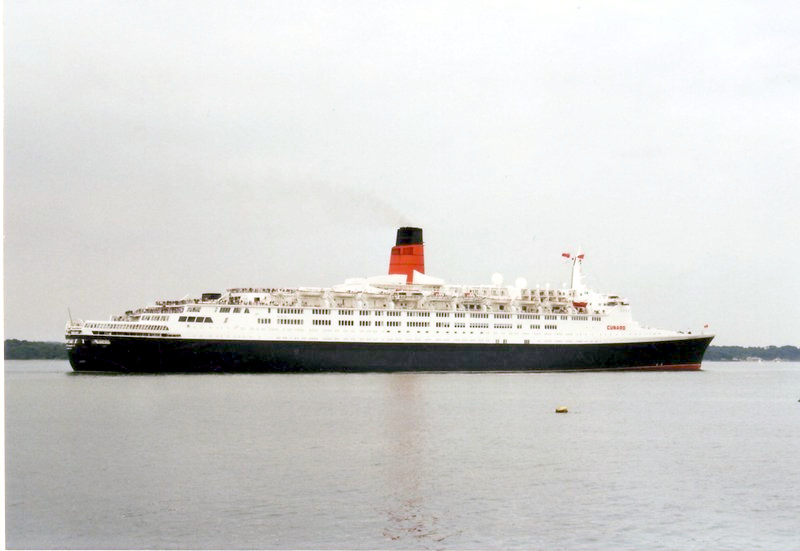
Queen Elizabeth 2 auf dem Solent

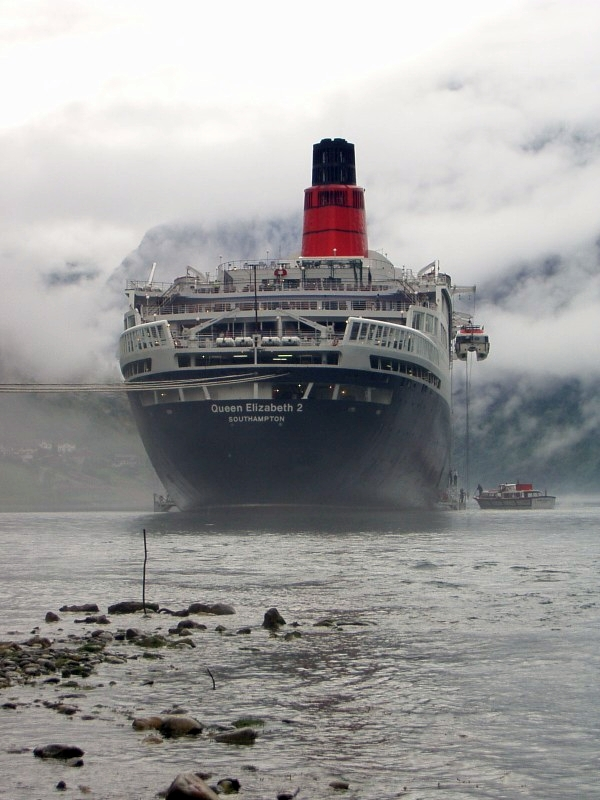
Queen Elizabeth 2 im Geirangerfjord

Die Queen Elizabeth 2, kurz QE2 genannt, ist ein ehemaliges britisches Passagierschiff. Sie war 35 Jahre lang das Flaggschiff der britischen Reederei Cunard Line, bis sie 2004 von der Queen Mary 2 abgelöst wurde. Der Heimathafen der QE2 war das englische Southampton.
Seit April 2018 liegt die Queen Elizabeth 2 als Hotelschiff in Rashid, dem Hafen von Dubai.

## Geschichte
Die Queen Elizabeth 2 wurde, wie schon die alte Queen Elizabeth, auf der Werft John Brown & Company im schottischen Clydebank gebaut. Die Kiellegung erfolgte am 5. Juli 1965, der Stapellauf am 20. September 1967 und die erste Testfahrt am 26. November 1968. Ihre Jungfernfahrt machte sie am 2. Mai 1969 von Southampton nach New York.
1982 nahm sie am Falklandkrieg teil, als sie neben anderen Schiffen requiriert wurde und als schneller Truppentransporter im Südatlantik diente.
1987 wurde das Schiff in der Lloyd Werft Bremerhaven umgebaut und generalüberholt, die Dampfturbinen wurden durch Dieselmotoren von MAN ersetzt.
Im August 1992 wurde ihr Rumpf beträchtlich beschädigt, als sie während einer Tagesreise von New York nach Martha’s Vineyard bei Cuttyhunk auf einen Felsen in zwölf Meter Wassertiefe lief. Grund für die Havarie war, dass der Squat (Absunk) von der Schiffsführung nicht berücksichtigt wurde und die Wassertiefe gemäß Karte ohnehin grenzwertig war.
In den frühen Morgenstunden des 11. September 1995 wurde sie auf dem Weg nach New York über der Neufundlandbank von einer 33 Meter hohen Riesenwelle getroffen, die durch den ungewöhnlich weit in den Nordatlantik gezogenen Hurrikan Luis verursacht wurde. Das Schiff war danach zwar noch fahrtüchtig, aber schwer beschädigt.
Die Queen Elizabeth 2 wurde 2004, nachdem die Queen Mary 2 in Dienst gestellt wurde, aus dem Transatlantik-Liniendienst entlassen und wurde seitdem ganzjährig weltweit als Kreuzfahrtschiff eingesetzt. Am 18. Juni 2007 kündigte die Cunard-Reederei an, das Schiff zum Jahresende 2008 für 100 Millionen Dollar nach Dubai zu verkaufen, wo es ab Frühjahr 2009 am Ostrand der Palm Islands als Museum (mit Landstation), Einkaufszentrum und Hotelschiff festliegen sollte. Bis Ende November 2008 führte die Queen Elizabeth 2 weiterhin Kreuzfahrten durch. Am 16. Oktober 2008 traf die Queen Elizabeth 2 zum letzten Mal im Hafen von New York ein. Hier war der Endpunkt einer von über 800 durchgeführten Atlantiküberquerungen. Die für lange Zeit letzte Fahrt des Schiffes – New York – Dubai – begann am 11. November 2008. Am 27. November traf die Queen Elizabeth 2 in Dubai ein, wurde auf Vereinigte Arabische Emirate umgeflaggt und am Außenpier des Port Rashid zum Umbau für ihre neue Verwendung als schwimmendes Hotel festgemacht.
Eigentlich sollte die QE2 Teil des Großprojekts Palm Jumeirah werden. Dieses Vorhaben wurde aber während der Wirtschaftskrise wegen enorm hoher Kosten, die z. B. für das Ausbaggern der Fahrrinne für den Ozeanriesen zum vorgesehenen Liegeplatz angefallen wären, wieder aufgegeben. Demzufolge wurde auch der geplante Umbau der Queen Elizabeth 2 nicht in Angriff genommen.
Im Juli 2012 wurde bekannt, dass die Queen Elizabeth 2 zu einem 300-Betten-Luxushotel(schiff) umgebaut werden soll. Dabei soll ein Großteil ihres originalen Interieurs sowie die Original-Kunstsammlung erhalten bleiben. Die Queen Elizabeth 2 sollte dann direkt neben dem derzeitigen Kreuzfahrt-Terminal liegen, das zu einem Schifffahrtsmuseum umgebaut wird. Museum und Queen Elizabeth 2 sollten dann zur Hauptattraktion des erneuerten Kreuzfahrthafens werden.
Im Dezember 2012 und Januar 2013 gab es Berichte, dass das südostasiatische Finanzhaus Oceanic Group das Schiff für einen jährlichen Mietpreis von einer Million Britische Pfund von Dubai World anmieten will, mit einer Kaufoption nach zehn Jahren für 35 Mio. GBP. Für notwendige Arbeiten zur Überführung der QE2 nach Singapur wurde das Schiff bei Dubai Drydocks World eingedockt. Zum Betrieb als Hotelschiff in Singapur wurde das Unternehmen QE2 floating Hotels gegründet. Die Betriebskosten belaufen sich auf rund 800.000 Euro im Monat.
2013 sollte die chinesische Werft COSCO den Auftrag für den Umbau der Queen Elizabeth 2 zum Hotelschiff erhalten. Dabei sollten 900 Kabinen zu 400 Suiten mit Größen von 60 bis 150 Quadratmetern umgewandelt werden. Der Umbau, der auch weitere Umgestaltungen beinhaltet, sollte bis zum Jahr 2015 abgeschlossen sein. Anfang 2015 lag das Passagierschiff aber immer noch bei Dubai Drydocks World im Port Rashid auf.
Am 18. April 2018 eröffnete die Queen Elizabeth 2 als Luxushotel im Hafen von Dubai. Zuvor wurden sowohl die Anker als auch die Schiffsschrauben entfernt. Alle Kabinen wurden restauriert. Zur Eröffnung war auch die Queen Mary 2 präsent. Eine größere Eröffnung folgte im Oktober 2018.

## Hintergrund

### Namensgebung
Die „2“ im Namen unterscheidet sie vom ersten Schiff dieses Namens, der RMS Queen Elizabeth, die nach Königin Elizabeth, der Frau König Georgs VI., benannt war. Die Queen Elizabeth 2 wurde nach ihrer Vorgängerin, der Queen Elizabeth, benannt und erhielt eine „2“ zur Unterscheidung von dieser. Queen Elisabeth II., die die Schiffstaufe durchführte, sagte zwar “I name this ship Queen Elizabeth the Second”, Cunard benutzt jedoch die Arabischen Ziffern, um das Schiff von der Königin zu unterscheiden. Dies ist eine sensible Angelegenheit, da in der Tradition der Name britischer Monarchen nur an Großschiffe der Royal Navy vergeben wurde.

### Ausrüstung
Die Queen Elizabeth 2 wurde, bis zum Bau ihrer Nachfolgerin, als das letzte große Transatlantik-Linienschiff angesehen und war vor ihrer Umrüstung auf Dieselantrieb das letzte mit Öl befeuerte Passagierdampfschiff auf einer regelmäßigen Atlantiklinie.
Nach dem Bau des Schiffes bestand die Antriebsanlage aus zwei Brown-Pametrada Getriebedampfturbinensätzen mit insgesamt 110.000 PS, die auf Doppelschrauben wirkten. Der Dampf wurde von drei Kesseln geliefert, die am Tag 520 Tonnen Brennstoff benötigten.
Aufgrund häufiger Störungen der Turbinen (Schaufelbruch) und der Unwirtschaftlichkeit der Antriebsanlage wurde diese 1986 auf der Lloyd-Werft in Bremerhaven durch einen dieselelektrischen Antrieb ersetzt. Nun besteht der Antrieb aus zwei Elektromotoren, die je 44 MW auf jeweils eine Schraube bringen. Versorgt werden der Antrieb und das gesamte Schiff über neun Neunzylinder, MAN-B&W-Viertakt-Dieselmotoren mit je 10.625 kW Leistung. Hinter den beiden Propellern wurden zur Erhöhung des Gesamtwirkungsgrades Grim’sche Leiträder angeordnet. Es wurden um etwa 16 % größere Leiträder eingesetzt (DGL/DPropeller = 6,70 m / 5,80 m = 1,16). Bereits während der Probefahrten nach dem Umbau traten aber Schäden durch abgebrochene Leitradblätter auf, die zum Abbruch der Versuche und später zum Ausbau der Leiträder führten.

### Einsatz
Während ihres Dienstes als Cunard-Flaggschiff war sie vorwiegend als Transatlantikliner im Einsatz. Zusätzlich wurden, hauptsächlich während der Wintersaison, jedoch auch Kreuzfahrten rund um den Globus angeboten. Zuletzt operierte sie ausschließlich als Kreuzfahrtschiff und befuhr die Transatlantikroute in dieser Funktion nur noch selten.
Die Queen Elizabeth 2 war eines der schnellsten Passagierschiffe. Sie ist größer als die Titanic, aber kleiner als ihre Vorgängerinnen Queen Elizabeth und Queen Mary und ihre Nachfolgerin Queen Mary 2, damit sie durch den Panamakanal fahren konnte. Die Queen Elizabeth 2 bot Platz für 1900 Passagiere und 1015 Besatzungsmitglieder, also insgesamt 2915 Menschen. Auf dem Schiff waren fünf Restaurants, zwei Cafés, drei Swimmingpools, eine Bücherei, ein Krankenhaus und ein 481-sitziger Kinosaal untergebracht. Ferner gab es noch Pub, Nachtclub und mehrere Bars, ein Casino, Shoppingpromenade sowie ein Fitness-Center.

## Wissenswertes
- Eine Atlantiküberquerung nach New York mit der Queen Elizabeth 2 ist Gegenstand des Buches Der Luxusliner von Lothar-Günther Buchheim.
- Die Queen Elisabeth 2 war das einzige Passagierschiff weltweit, das mit einer kleinen Synagoge ausgestattet war. Der Verkauf des Schiffes erfolgte komplett inklusive sämtlicher Einrichtungsgegenstände, wie beispielsweise einer funktionsfähigen Küche, aber auch Bareinrichtungen, Gemälden, Geschirr und ähnlichem. Alleine die Synagoge wurde vor der Übergabe an die neuen arabischen Eigentümer ausgebaut und inklusive der dort vorhandenen Tora-Rollen und anderer heiliger Gegenstände an die jüdische Gemeinde in England übergeben.[12]
- 1980 benannte der Musiker Mike Oldfield sein Album QE2 nach dem Schiff.
- Im November 1999 trat der Altsaxophonist Lou Donaldson zusammen mit dem Jazz-Organisten Lonnie Smith an mehreren Abenden auf der Queen Elizabeth 2 auf. Die gemachten Live-Aufnahmen sind zur Jahrtausendwende auf dem Album The Lou Donaldson Quartet Relaxin’ at Sea: Live on the Qe2 auf Chiaroscuro Records erschienen.
- Die US-amerikanische Rentnerin Beatrice Muller, die ab 1995 mit ihrem Ehemann regelmäßig Kreuzfahrten auf der Queen Elisabeth 2 unternommen hatte, zog nach dem Tod ihres Mannes im Jahr 1999 dauerhaft auf das Schiff und hatte bis zu dessen Außerdienststellung im Jahr 2008 in Kabine 4068 ihren festen Wohnsitz.[13][14]
- Während der Atlantiküberquerung von Southampton nach New York vom 28. Oktober bis zum 4. November 1994 absolvierte der deutsche Marathonläufer Friedhelm Weidemann am 1. November als erster Mensch überhaupt im Verlauf einer Ozean-Überquerung einen Marathonlauf. In 4:34 Stunden absolvierte Weidemann die Strecke über 42,195 Kilometer und sicherte sich somit einen Eintrag ins Guinness-Buch der Rekorde.
- Am 11. September 1995 überstand die Queen Elizabeth 2 auf dem Weg von Cherbourg nach New York über der Neufundlandbank ein Zusammentreffen mit einer Monsterwelle. Nach Aussagen der Besatzung, die von den Daten einer kanadischen Wetterboje gestützt werden, handelte es sich hierbei um ein „Drei-Schwestern“-Phänomen mit Wellenhöhen von 28 bis 29 Metern (nach anderen Berichten hatte eine Welle eine Höhe von 33 Metern) und einer Periode von 13 Sekunden. Kapitän Ronald Warwick beschrieb sie als „riesige Wasserwand … es sah aus, als steuerten wir auf die weißen Klippen von Dover zu.“[15]
- Der österreichische Künstler Friedensreich Hundertwasser verstarb am 19. Februar 2000 an Bord der Queen Elizabeth 2 bei der Überfahrt aus seiner neuseeländischen Wahlheimat nach Europa.
- Einer der Bronzepropeller der Queen Elizabeth 2 liegt seit 1987 in Kiel nahe der Hörnbrücke am Ufer der Förde.